# Leonel Batista
Leonel Batista Agüero (Camagüey, 29 marzo 1986) è un ex cestista cubano.

## Carriera
Con Cuba ha disputato i Campionati americani del 2011.